# 下北沢成徳高等学校
下北沢成徳高等学校（しもきたざわせいとくこうとうがっこう）は、東京都世田谷区代田六丁目にある私立高等学校（女子校）。

## 概要
創立者は武中武二。「広く社会で活躍する女性を育てる」という建学の精神を掲げ1927年（昭和2年）に設立された女子校。三つのコース（特進、進学、国際）が用意され習熟度別に学習に取り込むことが出来る。近年では大学進学でも実績を出している。
国際理解教育に力を入れており、海外3カ国（オーストラリア、アメリカ、ニュージーランド）の姉妹校と相互交流を行っている。2年次にはオーストラリアへの修学旅行へ行き、広大な農場でファームステイなどを体験することができる。
バレーボール部は春高バレーの常連校だが、その他にも文化部・運動部合わせて25以上のクラブ、同好会があり活動をしている。平成22年度の卒業生にはダンスドリル部から宝塚音楽学校に合格した卒業生も出ている。

## 沿革
- 1927年 - 成徳女子商業学校設立。
- 1948年 - 学制改革により、成徳中学校・成徳高等学校に改称。
- 1951年 - 学校法人成徳学園となり、成徳学園中学校・成徳学園高等学校に改称。
- 1992年 - 中学校募集を再開。
- 2003年 - 下北沢成徳高等学校に改称。中学校募集を中止。

## 部活動
バレーボール部
大山加奈、荒木絵里香、木村沙織等のオリンピック選手を輩出した高校バレー界が誇る名門校。
3月の全国高等学校バレーボール選抜優勝大会で2002年・2003年と連覇した。2004年は準優勝となり前人未到の女子三連覇はならなかった。2018年総体では1つもセットを落とさず完全優勝を遂げた。2016年(史上初、夏の総体出場を逃した後の優勝でもある)・2017年の1月の春の高校バレーと2018年・2019年の秋の国体ではそれぞれ連覇した。
2009年度バレーボール日本女子代表登録選手には6名のOGが登録された。
獲得した全国タイトルは、計14回（選手権3回・総体3回・国体6回・選抜2回）である。
最近では2023年のインターハイと国体で優勝、2024年の春の高校バレーで準優勝となった。

## 交通アクセス
出典 : 
電車
- 京王井の頭線下北沢駅より徒歩5分
- 京王線笹塚駅より徒歩14分

バス
| 運行事業者 | 乗車停留所 | 系統 | 下車停留所                    |
| ---------- | ---------- | ---- | ----------------------------- |
| 都営バス   | 新宿駅     | 宿91 | 「新代田駅前」、徒歩8分       |
| 東急バス   | 大森駅     | 森91 | 「新代田駅前」、徒歩8分       |
| 小田急バス | 駒沢陸橋   | 下61 | 「北沢タウンホール」、徒歩7分 |

## 主な出身者

### 芸能
- 神田陽子
- 戸川純
- 南条あや
- 前田知恵
- かわいのどか

### 作家
- 山内直実

### バレーボール
- 荒木絵里香
- 岩崎こよみ
- 井上奈々朱
- 芳賀舞波
- 大竹里歩
- 大室璃紗
- 林有紀奈
- 熊井風音
- 池谷優佳
- 渡邉かや
- 黒後愛
- 山口珠李
- 堀江美志
- 椎名真子
- 岩澤実育
- 石川真佑
- 野呂加南子
- 仁井田桃子
- 大﨑琴未
- 宮地佳乃
- 小出雛
- 榛澤舞子
- 横山雅美
- 落合真理
- 和久山志恵里
- 大山加奈
- 細川麻美
- 木村沙織
- 佐藤美耶
- 横山友美佳
- 田村翔子
- 服部梨花
- 木村美里
- 小笹奈津子
- 辺野喜未来
- 古川愛梨